# Dracontogena
Dracontogena là một chi bướm đêm thuộc phân họ Olethreutinae, họ Tortricidae Tortricidae.

## Các loài
- Dracontogena bernardi Karisch, 2005
- Dracontogena hoppei Karisch, 2005
- Dracontogena lucki Karisch, 2005
- Dracontogena metamorphica (Meyrick, 1928)
- Dracontogena niphadonta Diakonoff, 1970
- Dracontogena schnirchi Karisch, 2005
- Dracontogena tonitrualis (Meyrick, 1934)